# Tétramètre
En poésie, un tétramètre est, au sens de la métrique accentuelle ou syllabo-tonique, un vers de quatre pieds, très usité en particulier dans la poésie anglaise et dans l'alexandrin classique. Des variantes entre ces pieds déterminent différentes formes de tétramètres :

## Tétramètreiambique
« Because I could not stop for Death . 
Parce que je ne pouvais pas m'arrêter pour la Mort. »

— Emily Dickinson

## Tétramètretrochaïque
«  Peter, Peter, pumpkin-eater .
Peter, Peter, mangeur de citrouille »

— Nursery rhyme anglaise, Peter Peter Pumpkin Eater

## Tétramètreanapestique
« And the sheen of their spears was like stars on the sea .
Et la lueur de leurs lances constellait sur la mer. »

— Lord Byron, The Destruction of Sennacherib

« Pour vous perdre il n’est point de ressorts qu’il n’invente ;

Quelquefois il vous plaint, souvent même il vous vante »

— Jean Racine, Athalie

## Tétramètredactylique
« Picture your self in a boat on a river with [...]
Figure-toi en bateau sur une rivière avec [...] »

— The Beatles, Lucy in the Sky with Diamonds